# 인천뷰티예술고등학교
인천뷰티예술고등학교(仁川뷰티藝術高等學校)는 대한민국 인천광역시 연수구 동춘동에 있는 공립 고등학교이다.

## 학교 연혁
- 1993년 8월 19일 : 학교 설치 조례 공포, 6개학과 설치(기계과, 전자기계과, 전자계산기과, 디자인과, 식품공업과, 인쇄과)
- 1994년 3월 1일 : 연수여자공업고등학교 개교 (개교기념일 4월 6일)
- 1994년 3월 1일 : 초대 박장석 교장 취임
- 1994년 3월 5일 : 입학식 (10학급 544명)
- 1994년 11월 14일 : 인천여자공업고등학교로 교명 변경
- 1997년 2월 15일 : 제1회 졸업식 (535명)
- 1998년 3월 1일 : 학과명칭 변경(기계과⇒전산응용기계과, 디자인과+인쇄과⇒전자출판디자인과)
- 2001년 3월 1일 : 학과명칭 변경(전자기계과⇒메카트로닉스과)
- 2005년 3월 1일 : 학과개편(전자계산기과⇒컴퓨터시스템과, 식품공업과⇒식품과학과)
- 2006년 3월 1일 : 학과개편(전산응용기계과⇒CAD&모델링과, 메카트로닉스과⇒로보테크과)(전자출판디자인⇒미디어아트과)
- 2010년 3월 1일 : 학과개편(CAD&모델링과⇒CAD모델링과, 컴퓨터시스템과⇒IT컴퓨터과), 특성화고 지정
- 2016년 3월 1일 : 인천뷰티예술고등학교로 교명변경, 학과개편(식품과학과->뷰티식품과, 미디어아트과->뷰티디자인과), 학과신설(코스메틱과, 뷰티아트과)
- 2024년 1월 5일 : 제28회 졸업식(8학급 163명, 총 9,019명 졸업)
- 2024년 3월 1일 : 제12대 김준용 교장 취임
- 2024년 3월 4일 : 입학식(미용예술과, 시각영상디자인과, 식품외식산업과등 3개과 155명)

## 설치 학과
- 미용예술과
- 식품외식산업과
- 시각영상디자인과

## 참고 자료
- 인천뷰티예술고등학교 - 한국교육학술정보원 학교알리미